# Szaratovi járás

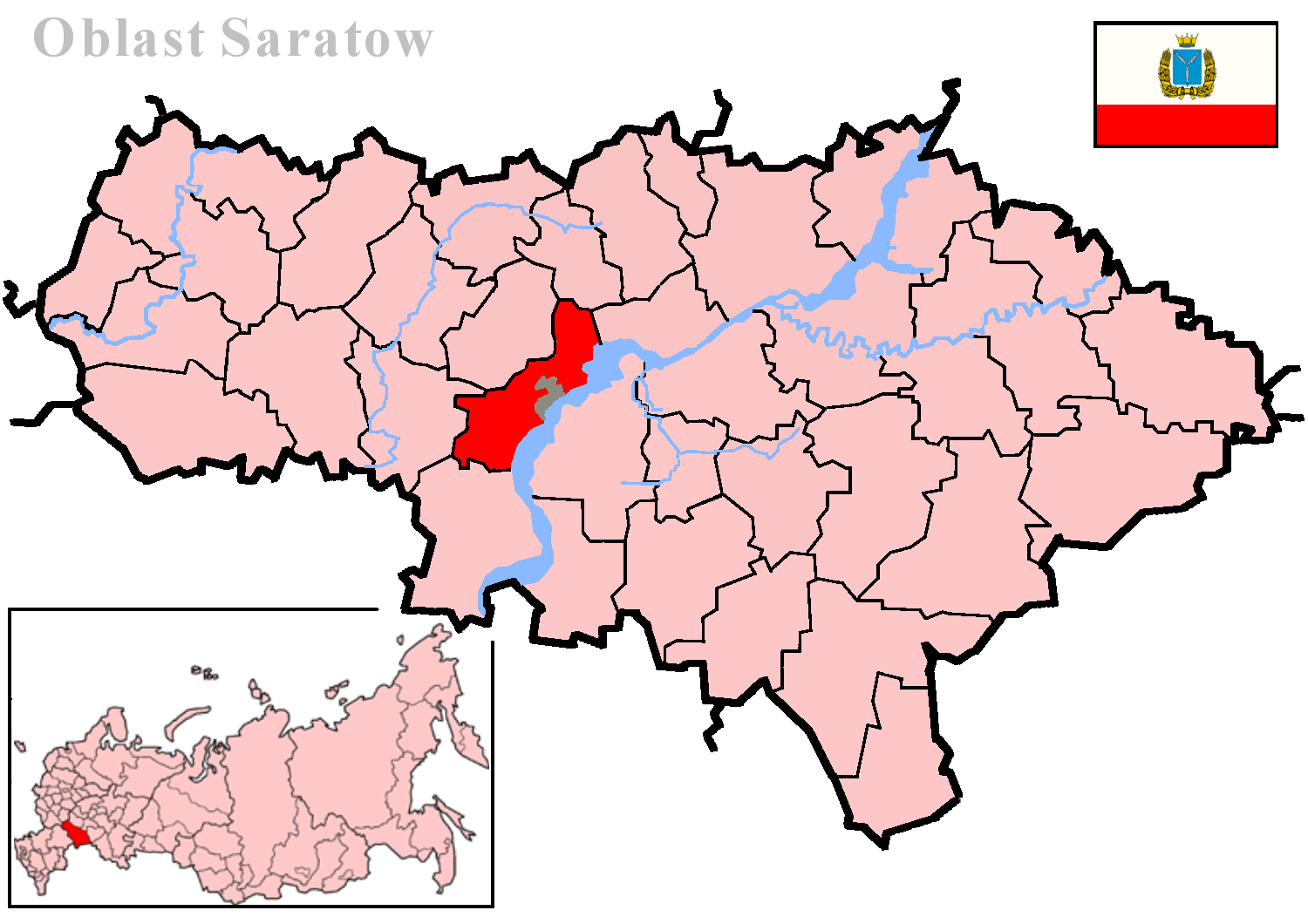
A Szaratovi járás a Szaratovi területen

A Szaratovi járás (oroszul Саратовский муниципальный район) Oroszország egyik járása a Szaratovi területen. Székhelye Szaratov.

## Népesség
- 1989-ben 45 252 lakosa volt.
- 2002-ben 46 233 lakosa volt.
- 2010-ben 48 105 lakosa volt, melyből 41 593 orosz, 1 063 ukrán, 995 tatár, 613 örmény, 611 kazah, 464 mordvin, 364 azeri, 311 ezid, 277 csuvas, 219 német, 168 fehérorosz, 143 csecsen, 131 koreai, 113 lezg, 89 mari, 87 üzbég, 68 moldáv, 51 avar stb. A város lakosságát nem foglalják magukba az itt olvasható adatok.